# Eddington (film)
Eddington is een Amerikaanse hedendaagse westernfilm uit 2025, geschreven en geregisseerd door Ari Aster. De hoofdrollen worden vertolkt door Joaquin Phoenix, Pedro Pascal, Luke Grimes, Deirdre O'Connell, Micheal Ward, Austin Butler en Emma Stone.

## Verhaal
In mei 2020 leidt een confrontatie tussen een sheriff (Joaquin Phoenix) en een burgemeester (Pedro Pascal) tot een kruitvat als buren in Eddington, New Mexico, tegen elkaar worden opgezet.

## Rolverdeling
| Acteur              | Personage                     |
| ------------------- | ----------------------------- |
| Joaquin Phoenix     | Joe Cross, Eddingtons sheriff |
| Pedro Pascal        | Ted Garcia, de burgemeester   |
| Luke Grimes         |                               |
| Deirdre O'Connell   |                               |
| Micheal Ward        |                               |
| Austin Butler       | Vernon Jefferson Peak         |
| Emma Stone          | Louise Cross, Joes vrouw      |
| Clifton Collins jr. |                               |

## Productie
Ari Aster schreef een script voor een hedendaagse westernfilm die hij op een gegeven moment overwoog te maken als zijn regiedebuut. Na ongeveer vijf jaar voorbereiding besloot hij om eerst Hereditary en Midsommar te maken. Tijdens de promotie van zijn derde film, Beau Is Afraid, gaf Aster aan dat zijn volgende film waarschijnlijk een western zou zijn en dat hij deze had bijgewerkt om zich af te spelen tijdens de coronapandemie. In januari 2023 werd bekendgemaakt dat Emma Stone en Christopher Abbott in de film zouden spelen en Aster was ook van plan om opnieuw met Joaquin Phoenix samen te werken. Aster en Phoenix gingen in augustus 2023 op zoek naar opnamelocaties in New Mexico. In maart 2024 werden Phoenix, Stone, Austin Butler, Pedro Pascal, Luke Grimes, Deirdre O'Connell, Micheal Ward en Clifton Collins Jr. toegevoegd aan de cast, waarbij Butler de rol van Abbott overnam. De film werd geproduceerd door Square Peg en A24, die de film ook financierden samen met IPR.VC.

### Filmopnames
De filmopnames vonden plaats van maart tot en met mei 2024 in Albuquerque en Truth or Consequences (New Mexico).

## Release
Eddington ging op 16 mei 2025 in première op het Filmfestival van Cannes in de competitie voor de Gouden Palm.

## Prijzen en nominaties
De belangrijkste:
| Jaar | Prijs                   | Categorie   | Genomineerde(n) | Uitslag     |
| ---- | ----------------------- | ----------- | --------------- | ----------- |
| 2025 | Filmfestival van Cannes | Gouden Palm | Ari Aster       | Genomineerd |